# Francisco Ulibarri
Francisco Ulibarri, conosciuto negli Stati Uniti d'America come Francisco Ullivari (1944), è un ex calciatore messicano di ruolo centrocampista.

## Carriera
Dal 1960 al 1963 gioca nell'América, con cui ottiene il secondo posto nella stagione 1961-1962.
Nel 1963 passa al Cruz Azul, con cui vince il campionato cadetto, ottenendo la promozione in massima serie. 
Ulibarri sarà titolare nella storica formazione schierata dall'allenatore György Marik per l'esordio assoluto della squadra di Città del Messico nella massima serie messicana, avvenuto il 6 giugno 1964.
Nel 1966 passa al Pachuca, restandovi sino al 1968.
Nella stagione 1970 passa agli statunitensi del Rochester Lancers, ove militerà per tre campionati. Con i Lancers Ulibarri vince la North American Soccer League 1970, pur non giocando gli incontri della finale. Nelle due edizioni seguenti raggiunse le semifinali del torneo.
Con i Lancers partecipa alla CONCACAF Champions' Cup 1971, unica franchigia della NASL a partecipare alla massima competizione nordamericana per club: chiuse la coppa al quarto posto della fase finale del torneo disputato a Città del Guatemala.

## Palmarès
- Campionato NASL: 1

Rochester Lancers: 1970